# Pedro Damián
Pedro Damián (ur. 29 listopada 1952 w mieście Meksyk) – meksykański aktor, reżyser i producent filmowy.

## Filmografia

### Jako aktor
- 2008: Amar jako Amado
- 2007: Sexo y otros secretos jako Genaro
- 2002: Showtime jako Ceasar Vargas
- 2002: Na własną rękę jako Guerilla Motorista
- 2001: Strażnik z więzienia Red Rock jako Billy
- 1996: EL Vuelo del águila jako José María Pino Suárez
- 1989: Stary Gringo jako Kapitan Ovando
- 1988: Monte Calvario jako Alfonso
- 1985: Bianca Vidal jako Gustavo
- 1981: Juegos del destino jako Javier
- 1980: Caboblanco jako Eduardo
- 1979: Mojado Power
- 1979: Orle skrzydło jako Jose
- 1976: Powrót człowieka zwanego Koniem jako Stojący Niedźwiedź
- 1975: Un Amor extraño
- 1974: Mundo de juguete jako Aldo
- 1974: Wyspa skazańców (Isla de los hombres solos, La)
- 1973: Los Cachorros
- 1973: Mi rival jako Daniel
- 1972: Me llaman Martina Sola

### Jako reżyser
- 2008: Verano De Amor
- 2004: Rebelde
- 1999: Amor gitano
- 1998: Mi pequeña traviesa
- 1998: Paloma (Preciosa)
- 1996: Los Hijos de nadie
- 1996: Serce Clarity (Luz Clarita)
- 1989: Carrusel
- 1987: Quinceañera
- 1985: Vivir un poco
- 1984: Principessa
- 1983: La Fiera

### Jako producent
- 1999: Amor gitano
- 1998: Paloma (Preciosa)
- 1998: Mi pequeña traviesa
- 1996: Si Dios me quita la vida
- 1994: Prisionera de amor
- 1992: Ángeles sin paraíso
- 1992: El Abuelo y yo